# 小行星9295
小行星9295（9295 Donaldyoung）是一颗绕太阳运转的小行星，为主小行星带小行星。该小行星于1983年9月2日发现。

## 轨道参数
小行星9295的轨道半长轴为2.3900735 UA，离心率为0.140。